# CrawlTrack
CrawlTrack est un logiciel libre et gratuit de statistique d'audience d'un site Web. Le projet n'est plus maintenu.

## Fonctionnalités
- Statistiques de visites du site web, détaillant le nombre et l'origine des visiteurs (referer, mot clef utilisé, pays d'origine); les pages vues et le taux de rebond.
- Statistiques de passage des robots (robot d'indexation comme GoogleBot par exemple), nombre de hit et pages vues par les robots.
- Suivi de l'indexation dans les principaux moteur de recherche (nombre de liens et nombre de pages indéxées).
- Enregistrement et surtout blocage de certaines tentatives de piratage (injection de code ou injection SQL).
- Compteur de téléchargements.
- Enregistrement du nombre et de l'origine des erreurs 404.

Ce logiciel s'installe sur son propre serveur, les données restant donc sous le contrôle du webmaster. Plusieurs sites peuvent être audités à partir d'une seule installation de CrawlTrack. Le tag utilisé est en php et ne laisse aucune trace visible dans le code source (et donc sur les pages du site). Le script est disponible en français, anglais, espagnol, allemand, néerlandais et turc.